# 기브아

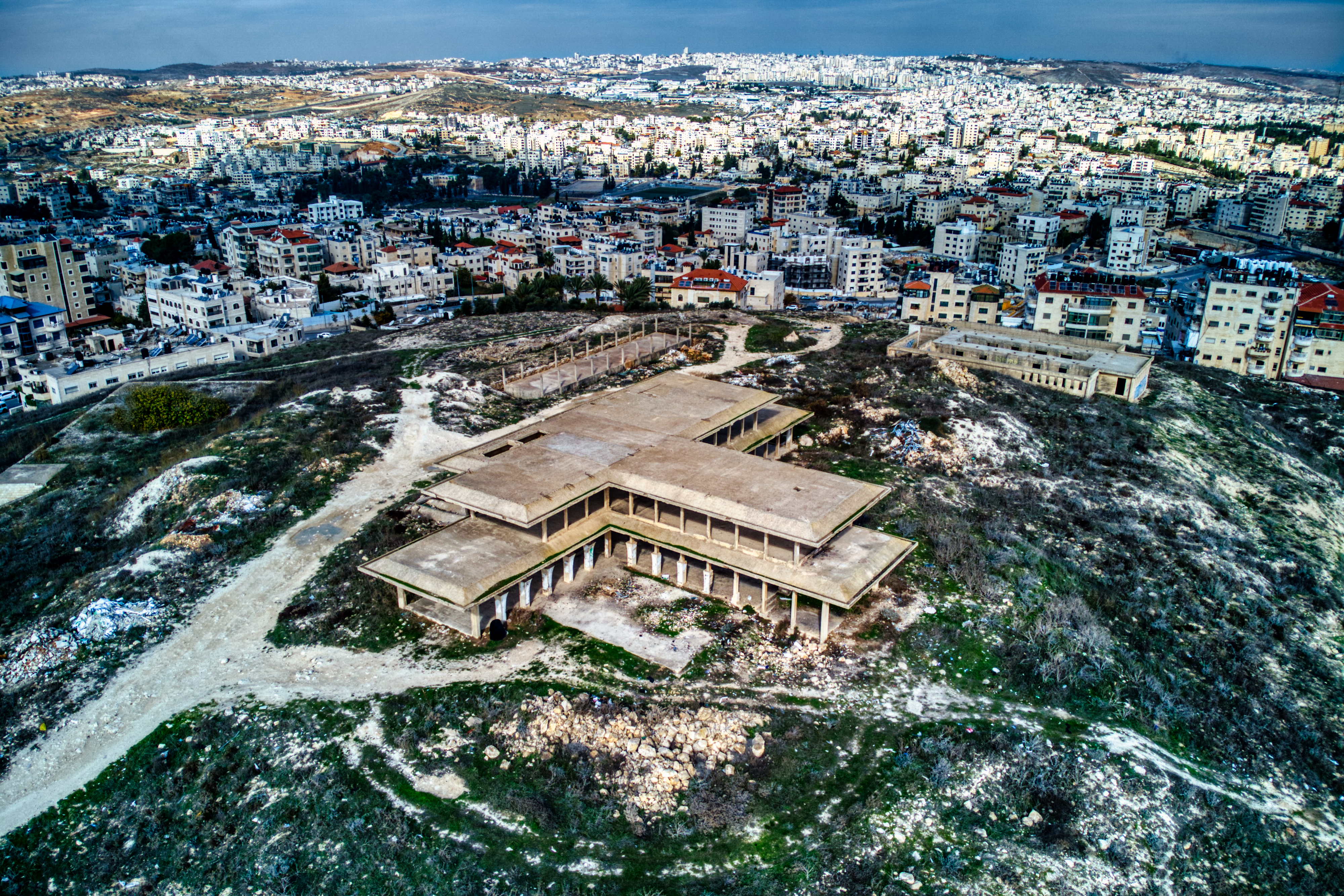
텔엘풀은 베냐민 기브아로 보통 식별된다.

기브아(/ˈɡəʿaṯ; 히브리어: גִּבְעָת Gīḇəʿā; 히브리어: גִּבְעַת Gīḇəʿaṯ)는 히브리어 성경에 각각 언급된 베냐민 지파, 유다 지파, 에브라임 지파의 세 장소 이름이다.
베냐민 기브아는 가장 흔히 언급되는 장소이다. 사사기에서는 베냐민 전쟁 이야기의 주요 배경이 된다. 나중에 사무엘서에서는 이곳이 사울 왕 치하의 이스라엘 연합 왕국의 첫 번째 수도로 언급된다. 베냐민의 기브아는 일반적으로 예루살렘 북쪽에 있는 텔엘풀과 동일시된다.